# Calcio ai X Giochi panamericani

La decima edizione del torneo di calcio ai Giochi panamericani si è svolta a Indianapolis, negli Stati Uniti, dal 9 al 21 agosto 1987. Le Nazionali partecipanti sono dodici, cinque affiliate alla CONMEBOL e sette alla CONCACAF. A vincere la competizione fu il Brasile.

## Incontri

### Gruppo A
| Squadra           | P | G | V | N | S | GF | GS | DR |
| ----------------- | - | - | - | - | - | -- | -- | -- |
| Argentina         | 6 | 3 | 3 | 0 | 0 | 9  | 0  | +9 |
| Stati Uniti       | 3 | 3 | 1 | 1 | 1 | 3  | 3  | 0  |
| El Salvador       | 3 | 3 | 1 | 1 | 1 | 1  | 1  | 0  |
| Trinidad e Tobago | 0 | 3 | 0 | 0 | 3 | 1  | 10 | -9 |

| Argentina         | 1 - 0 | El Salvador       |
| Stati Uniti       | 3 - 1 | Trinidad e Tobago |
| Argentina         | 6 - 0 | Trinidad e Tobago |
| Stati Uniti       | 0 - 0 | El Salvador       |
| Argentina         | 2 - 0 | Stati Uniti       |
| Trinidad e Tobago | 0 - 1 | El Salvador       |

### Gruppo B
| Squadra | P | G | V | N | D | GF | GS | DR |
| ------- | - | - | - | - | - | -- | -- | -- |
| Brasile | 5 | 3 | 2 | 1 | 0 | 7  | 2  | +5 |
| Cile    | 4 | 3 | 1 | 2 | 0 | 3  | 2  | +1 |
| Cuba    | 2 | 3 | 1 | 0 | 2 | 3  | 4  | -1 |
| Canada  | 1 | 3 | 0 | 1 | 2 | 3  | 8  | -5 |

| Brasile | 4 - 1 | Canada |
| Cile    | 1 - 0 | Cuba   |
| Brasile | 3 - 1 | Cuba   |
| Cile    | 2 - 2 | Canada |
| Brasile | 0 - 0 | Cile   |
| Cuba    | 2 - 0 | Canada |

### Gruppo C
| Squadra   | P | G | V | N | S | GF | GS | DR |
| --------- | - | - | - | - | - | -- | -- | -- |
| Messico   | 6 | 3 | 3 | 0 | 0 | 10 | 1  | +9 |
| Guatemala | 3 | 3 | 1 | 1 | 1 | 3  | 2  | +1 |
| Paraguay  | 2 | 3 | 0 | 2 | 1 | 1  | 8  | -7 |
| Colombia  | 1 | 3 | 0 | 1 | 2 | 1  | 4  | -3 |

| Messico   | 1 - 0 | Guatemala |
| Colombia  | 0 - 0 | Paraguay  |
| Messico   | 7 - 0 | Paraguay  |
| Guatemala | 2 - 0 | Colombia  |
| Messico   | 2 - 1 | Colombia  |
| Guatemala | 1 - 1 | Paraguay  |

### Semifinali
| Arbitro: | Díaz |

|                                       |           |                            |
| Pino 3’ Pérez 37’ (rig.) González 45’ | Marcatori | 19’ Gutiérrez 66’ Dertycia |

| Arbitro: | Bratsis |

|       |           |  |
| Evair | Marcatori |  |

### Finale 3º-4º posto
| Arbitro: | Maciel |

|                                              |                      |                                 |
| Basualdo Acosta Fabbri Fantaguzzi Marchesini | Tiri di rigore 5 – 4 | Quirarte de la Torre Muñoz Cruz |

### Finale
| Arbitro: | Martínez Mejia |

| |            | |
| Washington 105’ Evair 115’ | Marcatori  | |
| · Taffarel P · Ricardo Rocha D · Douglas C · Geraldão D · André Cruz D · Nelsinho D · Valdo C · Edu Marangon C · Pita C · Careca C · Evair A · João Paulo A · Washington A | Formazioni | · P Fournier · D Medina · D Henríquez · D Figueroa · D Ceballos · D Pino · C J. González · C Tamayo · C Hormann · C Pinto · A González · A Pérez · A Francino |
| Carlos Alberto Silva | Allenatori | Jara |

## Vincitore
| Vincitore              |
| ---------------------- |
| Brasile Medaglia d'oro |